# БМВ Серия 1
 Тази статия е за модела автомобили, продаван в Европа.  За модела на китайския пазар вижте БМВ Серия 1 (F52).  
„БМВ Серия 1“ (BMW 1er) е модел средни автомобили (сегмент C) на германската марка „БМВ“, произвеждан в четири последователни поколения от 2004 година.
Моделът е въведен през 2004 година на мястото на предлаганите дотогава хечбек варианти на „БМВ Серия 3“ („БМВ Серия 3 Компакт“). Първото поколение се предлага първоначално като хечбек с пет врати, а от 2007 година също като хечбек с три врати и купе и кабриолет с две врати. След въвеждането на второто поколение през 2011 година купе и кабриолет вариантите са отделени като самостоятелен модел – „БМВ Серия 2“.
За разлика от повечето автомобили в този пазарен сегмент, първите две поколения на „БМВ Серия 1“ използват по-скъпото задвижване на задните колела, вместо задвижване на предните колела.

## Първо поколение (2004 – 2011)
Първото поколение на „БМВ Серия 1“ включва малък хечбек, купе и кабриолет, произвеждани от 2004 до 2014 година. То заменя „БМВ Серия 3 Компакт“ като и най-малкия и най-евтиния автомобил на марката.
Моделът се предлага в четири каросерии:
- BMW E87 – (2004 – 2011) хечбек с пет врати
- BMW E81 – (2007 – 2011) хечбек с три врати
- BMW E82 – (2007 – 2013) купе с две врати
- BMW E88 – (2007 – 2014) кабриолет с две врати

Серията 1 представлява почти една пета от общите продажби на BMW през 2008 г.

## Второ поколение (2011 – 2019)
- BMW F20 – (2011 – 2019) хечбек с пет врати
- BMW F21 – (2012 – 2019) хечбек с три врати